# Tomas Asklund
Tomas Asklund, también conocido como Alzazmon, es un baterista conocido por participar en bandas de black metal y death metal como Dissection, Dark Funeral, Infernal, Dawn y más recientemente en Gorgoroth, a quienes se unió en el 2007.

## Bandas actuales
- Gorgoroth
- Infernal
- Dawn
- Head of War
- Dawn of Descending

## Discografía

### Gorgoroth
- Quantos Possunt ad Satanitatem Trahunt

### Dissection
- Maha Kali (MCD) (2004)
- Rebirth of Dissection (DVD) (2006)
- Reinkaos (2006)

### Infernal
- Summon Forth the Beast (MCD) (2002)
- The Infernal Return (demo) (2009)
- Untitled album (2009)

### Necromicon
- Peccata Mundi (2000)

### Dark Funeral
- Vobiscum Satanas (1998)